# 小六龄童
小六龄童（1950年3月12日—1966年4月13日），本名章金星，又名妙良，为六龄童二子，六小龄童的二哥，籍貫浙江绍兴，绍剧演员。跟随父亲六龄童、和伯父七龄童学艺，和他的父亲一样，擅长猴戏。1966年，因患白血病少年去世。在他短暂的一生曾和他父亲、弟弟一起演出过《三打白骨精》《孙悟空大闹天宫》等剧。

## 生平

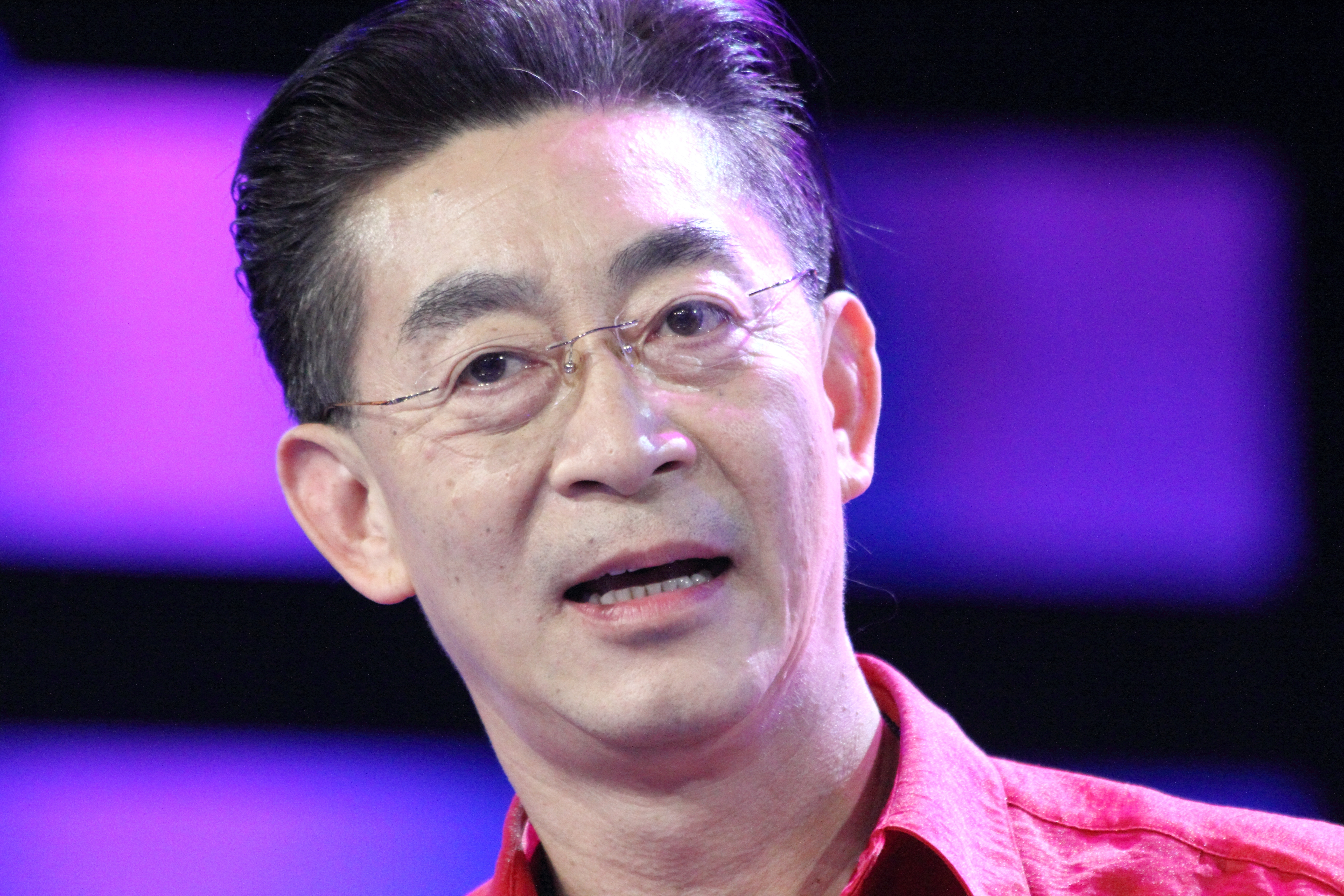
弟弟六小齡童

1950年3月12日，小六齡童出生於中國上海，三歲便隨浙江紹劇團演出並從父親六齡童、伯父七齡童學習演藝。八歲成為正式學員，並出演《西遊記》、《打半山》、《齊王哭殿》。
小六龄童于1966年4月13日因白血病在北京病逝，年仅16岁。

## 世系图
|                         |                         |                         |                         |                         |                         |                         |                         |                         |                         |                     |                     | 活猴章 （章廷椿）   |                     |                   |                   |                   |                   |                   |                   |                     |                     |                     |                     |                     |                     |                     |                     |                     |                     |  |  |                         |                         |                         |                         |                         |                         |
|                         |                         |                         |                         |                         |                         |                         |                         |                         |                         |                     |                     |                     |                     |                   |                   |                   |                   |                   |                   |                     |                     |                     |                     |                     |                     |                     |                     |                     |                     |  |  |                         |                         |                         |                         |                         |                         |
|                         |                         |                         |                         | 沈安姑 （育有三子二女） | 沈安姑 （育有三子二女） | 沈安姑 （育有三子二女） | 沈安姑 （育有三子二女） | 沈安姑 （育有三子二女） | 沈安姑 （育有三子二女） |                     |                     | 赛活猴 （章益生）   | 赛活猴 （章益生）   | 赛活猴 （章益生） | 赛活猴 （章益生） | 赛活猴 （章益生） | 赛活猴 （章益生） |                   |                   | 周风仙 （育有二子） | 周风仙 （育有二子） | 周风仙 （育有二子） | 周风仙 （育有二子） | 周风仙 （育有二子） | 周风仙 （育有二子） |                     |                     |                     |                     |  |  |                         |                         |                         |                         |                         |                         |
|                         |                         |                         |                         | 沈安姑 （育有三子二女） | 沈安姑 （育有三子二女） | 沈安姑 （育有三子二女） | 沈安姑 （育有三子二女） | 沈安姑 （育有三子二女） | 沈安姑 （育有三子二女） |                     |                     | 赛活猴 （章益生）   | 赛活猴 （章益生）   | 赛活猴 （章益生） | 赛活猴 （章益生） | 赛活猴 （章益生） | 赛活猴 （章益生） |                   |                   | 周风仙 （育有二子） | 周风仙 （育有二子） | 周风仙 （育有二子） | 周风仙 （育有二子） | 周风仙 （育有二子） | 周风仙 （育有二子） |                     |                     |                     |                     |  |  |                         |                         |                         |                         |                         |                         |
|                         |                         |                         |                         |                         |                         |                         |                         |                         |                         |                     |                     |                     |                     |                   |                   |                   |                   |                   |                   |                     |                     |                     |                     |                     |                     |                     |                     |                     |                     |  |  |                         |                         |                         |                         |                         |                         |
|                         |                         |                         |                         |                         |                         |                         |                         |                         |                         |                     |                     |                     |                     |                   |                   |                   |                   |                   |                   |                     |                     |                     |                     |                     |                     |                     |                     |                     |                     |  |  |                         |                         |                         |                         |                         |                         |
| 周传康 （育有四子四女） | 周传康 （育有四子四女） | 周传康 （育有四子四女） | 周传康 （育有四子四女） | 周传康 （育有四子四女） | 周传康 （育有四子四女） |                         |                         | 七龄童 （章宗信）       | 七龄童 （章宗信）       | 七龄童 （章宗信）   | 七龄童 （章宗信）   | 七龄童 （章宗信）   | 七龄童 （章宗信）   |                   |                   | 袁瑞丰 （无子女） | 袁瑞丰 （无子女） | 袁瑞丰 （无子女） | 袁瑞丰 （无子女） | 袁瑞丰 （无子女）   | 袁瑞丰 （无子女）   |                     |                     | 六龄童 （章宗义）   | 六龄童 （章宗义）   | 六龄童 （章宗义）   | 六龄童 （章宗义）   | 六龄童 （章宗义）   | 六龄童 （章宗义）   |  |  | 严茶姑 （育有五子三女） | 严茶姑 （育有五子三女） | 严茶姑 （育有五子三女） | 严茶姑 （育有五子三女） | 严茶姑 （育有五子三女） | 严茶姑 （育有五子三女） |
| 周传康 （育有四子四女） | 周传康 （育有四子四女） | 周传康 （育有四子四女） | 周传康 （育有四子四女） | 周传康 （育有四子四女） | 周传康 （育有四子四女） |                         |                         | 七龄童 （章宗信）       | 七龄童 （章宗信）       | 七龄童 （章宗信）   | 七龄童 （章宗信）   | 七龄童 （章宗信）   | 七龄童 （章宗信）   |                   |                   | 袁瑞丰 （无子女） | 袁瑞丰 （无子女） | 袁瑞丰 （无子女） | 袁瑞丰 （无子女） | 袁瑞丰 （无子女）   | 袁瑞丰 （无子女）   |                     |                     | 六龄童 （章宗义）   | 六龄童 （章宗义）   | 六龄童 （章宗义）   | 六龄童 （章宗义）   | 六龄童 （章宗义）   | 六龄童 （章宗义）   |  |  | 严茶姑 （育有五子三女） | 严茶姑 （育有五子三女） | 严茶姑 （育有五子三女） | 严茶姑 （育有五子三女） | 严茶姑 （育有五子三女） | 严茶姑 （育有五子三女） |
|                         |                         |                         |                         |                         |                         |                         |                         |                         |                         |                     |                     |                     |                     |                   |                   |                   |                   |                   |                   |                     |                     |                     |                     |                     |                     |                     |                     |                     |                     |  |  |                         |                         |                         |                         |                         |                         |
|                         |                         |                         |                         |                         |                         |                         |                         |                         |                         |                     |                     |                     |                     |                   |                   |                   |                   |                   |                   |                     |                     |                     |                     |                     |                     |                     |                     |                     |                     |  |  |                         |                         |                         |                         |                         |                         |
| 七小龄童 （章金元）     | 七小龄童 （章金元）     | 七小龄童 （章金元）     | 七小龄童 （章金元）     | 七小龄童 （章金元）     | 七小龄童 （章金元）     |                         |                         | 小七龄童 （章金云）     | 小七龄童 （章金云）     | 小七龄童 （章金云） | 小七龄童 （章金云） | 小七龄童 （章金云） | 小七龄童 （章金云） |                   |                   |                   |                   |                   |                   |                     |                     |                     |                     | 小六龄童 （章金星） | 小六龄童 （章金星） | 小六龄童 （章金星） | 小六龄童 （章金星） | 小六龄童 （章金星） | 小六龄童 （章金星） |  |  | 六小龄童 （章金莱）     | 六小龄童 （章金莱）     | 六小龄童 （章金莱）     | 六小龄童 （章金莱）     | 六小龄童 （章金莱）     | 六小龄童 （章金莱）     |

## 主要作品

### 傳統戲劇
- 《西遊記》，飾花果山美猴王。
- 《鍘美案》，飾秦香蓮的小兒子
- 《打半山》
- 《齊王哭殿》
- 《智取威虎山》
- 《血淚蕩》
- 《節振國》
- 《霸王出世》，飾小霸王。
- 《三打白骨精》